# Marcus Manlius Capitolinus

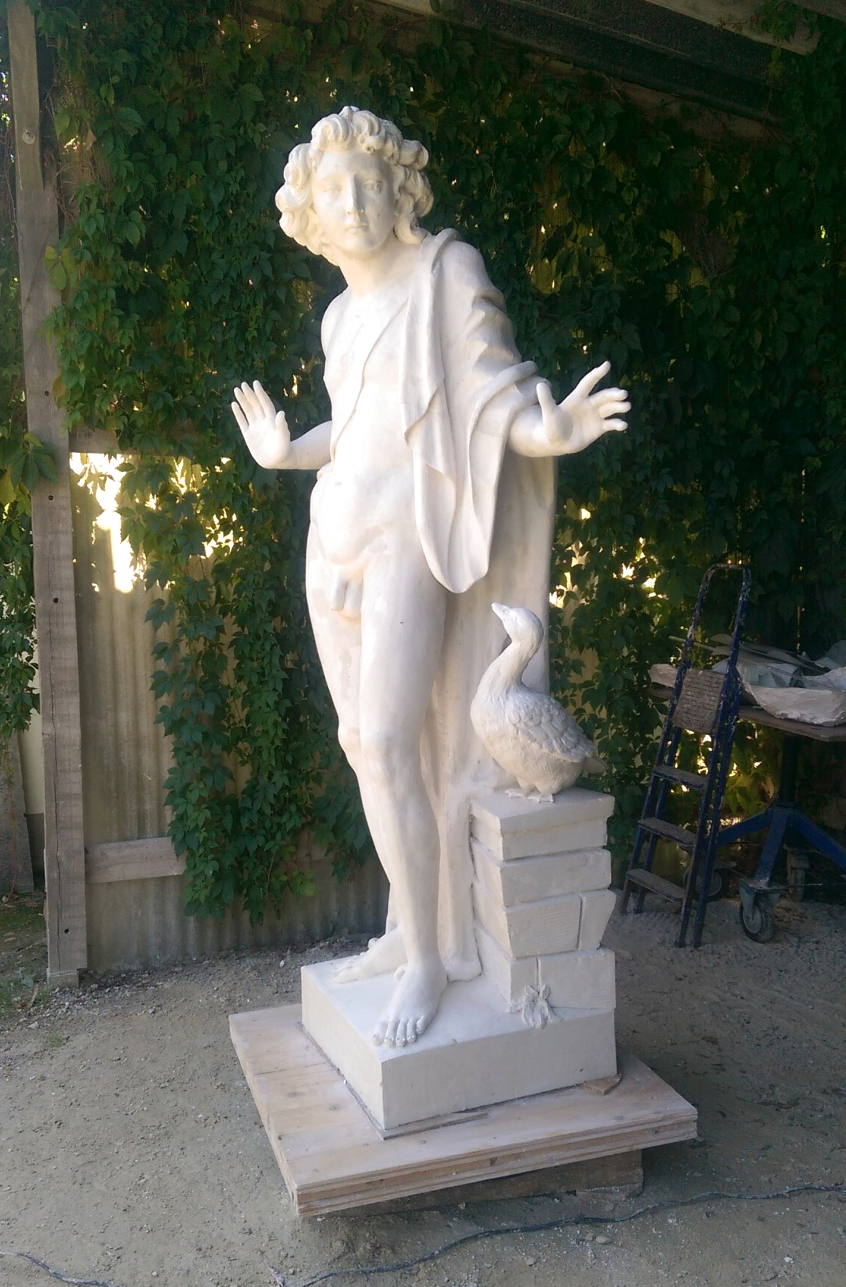
Die Darstellung des Marcus Manlius auf dem Potsdamer Stadtschloss vor der Aufsetzung im September 2018

Marcus Manlius Capitolinus († 384 v. Chr.) war ein römischer Patrizier aus der gens der Manlier. Er war Konsul im Jahr 392 v. Chr.
Mit seinem Amtskollegen Lucius Valerius Potitus soll er einen erfolgreichen Krieg gegen die Aequer geführt haben, wofür er eine Ovatio erhalten habe und Valerius Potitus einen Triumph.
Der Überlieferung nach hat er das Kapitol vor einem nächtlichen Angriff der Gallier gerettet. Nachdem die Römer im Jahr 390 v. Chr. (nach anderen Quellen 387 v. Chr.) eine vernichtende Niederlage an der Allia gegen die Gallier hinnehmen mussten, drangen die Gallier unter Führung des Brennus nach Rom ein und zündeten große Teile der Stadt an. Viele Bewohner flüchteten vor den plündernden Angreifern. Einige davon flohen zusammen mit Manlius auf das Kapitol, den Burgberg Roms. Der Sage nach verrieten schnatternde Gänse die den Berg hochschleichenden Angreifer.
Im Jahr 385 v. Chr. wurde Manlius angeklagt, nach dem Königstitel zu streben, und deswegen ein Jahr später hingerichtet.
Marcus Tullius Cicero listet Marcus Capitolinus neben Sp. Cassius und Sp. Maelius als Beispiele für ein Streben nach der Königswürde (adpetitio regni) auf, das mit dem Tod und auch der Zerstörung ihrer Häuser geahndet worden ist.
Antoine de La Fosse hat unter dem Titel Manlius Capitolinus eine Tragödie geschrieben.